# 1880年代上海

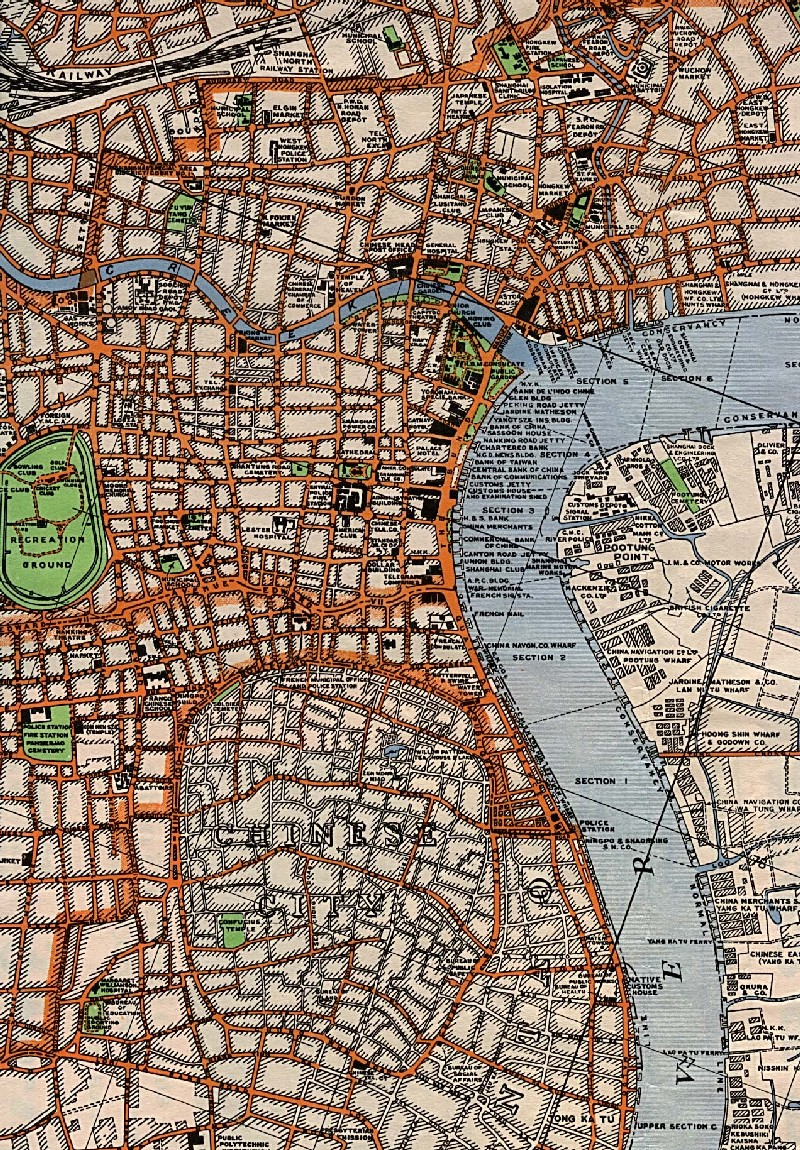
1933年的上海市中心区，大体上也就是1899年上海的全部市区范围：南市的华界，北部苏州河两岸的公共租界，以及介于两者之间的法租界

## 中法战争
中法战争期间，上海租界实行中立。
1881年，美国监理会传教士林乐知在上海八仙桥创办中西书院。次年迁址虹口。